# Histologie végétale
 (juillet 2025).
Si vous disposez d'ouvrages ou d'articles de référence ou si vous connaissez des sites web de qualité traitant du thème abordé ici, merci de compléter l'article en donnant les références utiles à sa vérifiabilité et en les liant à la section « Notes et références ».
L'histologie végétale est la partie de la biologie végétale qui étudie la structure microscopique des tissus végétaux,,.
Cette science s'est constituée au XIXe siècle, avec le perfectionnement du microscope. Elle s'appuie sur la cytologie, qui est l'étude de la cellule vivante.
La plante est constituée de différents tissus aux rôles spécifiques.

## Tissus végétaux de protection
L'épiderme est un tissu primaire constitué d'une assise de cellules vivantes jointives, parfois recouvertes de cuticule. L'épiderme a un rôle de protection et d'échange grâce aux stomates.
Le suber est un ensemble de cellules mortes imperméables car contenant de la subérine. Le suber ou liège est un tissu d'origine secondaire ; il provient de la différenciation de cellules méristématiques issues du fonctionnement d'un méristème secondaire, l'assise subérophellodermique ou phellogène. Il a un rôle de protection. Les cellules étant imperméables, toutes les cellules situées à l'extérieur du suber sont vouées à mourir. Ces cellules mortes desquamantes constituent le rhytidome chez les plantes ligneuses, ou plus simplement l'écorce des arbres.
L'assise subéreuse que l'on trouve à la surface des jeunes racines est, elle, d'origine primaire.

## Tissus fondamentaux
Le parenchyme, tissu souvent le plus abondant, est constitué de cellules de forme globulaire. Le parenchyme présente des spécialisations en relation avec sa position. On a ainsi des parenchymes chlorophylliens, sièges de la photosynthèse ; des parenchymes de réserve qu'on trouve souvent dans les organes souterrains. Avec ses cellules vivantes au contenu cellulaire riche, le parenchyme participe surtout aux fonctions de nutrition.

## Tissus de soutien
Le collenchyme est un tissu primaire constitué de cellules vivantes à paroi épaisse pectocellulosique importante. Les cellules du collenchyme sont souvent allongées et étroitement accolées les unes aux autres. Le collenchyme occupe généralement des positions externes, et joue surtout un rôle de soutien.
Le sclérenchyme est un tissu primaire. C'est l'ensemble des cellules mortes à paroi épaisse, imprégnées de lignine et présentes sous forme de fibres. Le sclérenchyme se trouve généralement plus en profondeur que le collenchyme.
Ces tissus assurent le soutien de la plante. On les trouve donc essentiellement dans les parties aériennes comme la tige et la feuille.

## Tissus conducteurs
Les tissus conducteurs des Angiospermes sont le xylème et le phloème. Le xylème conduit la sève brute, le phloème la sève élaborée.
Le xylème se compose :
- De deux types de cellules conductrices de sève : les vaisseaux constitués de files de cellules mortes dont les parois sont imprégnées de lignine ; en fonction du degré d'imprégnation de lignine, on distingue les vaisseaux ponctués ou réticulés. Les trachéides, moins riches en lignine, sont dites annelées ou spiralées. Les trachéides ne se transforment jamais en vaisseaux.
- De fibres ligneuses, constituées de cellules mortes.
- De parenchymes ligneux formés de cellules vivantes qui regroupent le parenchyme vertical et le parenchyme horizontal. Le premier est surtout présent dans le xylème secondaire et joue un rôle de réserve, le second forme des rayons ligneux et résulte de l'activité du cambium libéro-ligneux (méristème secondaire).

Le xylème permet la circulation de la sève brute constituée d'eau et de sels minéraux puisés dans le sol par les racines. Dans les vaisseaux la circulation se fait essentiellement verticalement, alors que dans les trachéides la présence de paroi transversale provoque une circulation en chicanes. Le xylème a aussi un rôle de soutien.
Le xylème primaire provient de la différenciation du méristème primaire. Dans l'organe en cours d'élongation apparaît du procambium, tissu méristématique dont certaines cellules se différencient en trachéides capable d'élongation (le protoxylème) et d'autres en vaisseaux (le métaxylème).
La différenciation du procambium n'est pas identique dans la tige et dans la racine. Elle est centripète dans les racines et centrifuge dans les tiges. Cette différence permet de distinguer une racine d'une tige.
Le xylème secondaire, ou bois, est caractérisé par un alignement radial de ses cellules du fait des caractéristiques de fonctionnement du cambium libéro-ligneux (méristème secondaire) : il se forme en position interne par rapport au cambium et mène à la formation de vaisseaux, de fibres, de parenchymes verticaux et horizontaux.
Comme le xylème, le phloème regroupe différents tissus :
- Les tubes criblés, cellules vivantes allongées, qui ont des parois longitudinales et transversales possédant des pores appelés cribles. Ces cellules n'ont pas de noyau mais un contenu hyaloplasmique particulier avec des protéines allongées. Le plasmalemme persiste permettant des échanges.
- Les cellules compagnes accolées aux tubes criblés.
- Parenchymes libériens verticaux jouant un rôle de réserve, et horizontaux formant les rayons libériens et les fibres libériennes.

Le phloème a un rôle conducteur, il permet la conduction verticale de la sève élaborée qui est une solution riche en matière organique. Il a aussi un rôle de réserve avec les parenchymes et un rôle de soutien avec les fibres libériennes.
On distingue le phloème primaire du phloème secondaire par deux points principaux entrant dans la formation et la différenciation des cellules méristématiques donnant aspect au tissu conducteur des angiospermes responsable de l'élaboration de la sève brute ou plutôt la conduction de la sève élaborée :
- différenciation des cellules procambiales → phloème primaire.
- différenciation des cellules du cambium (assise génératrice libéro-ligneuse) → phloème secondaire ou liber à cellules alignées.